# Saint-Émilion
Saint-Émilion [sɛ̃t‿emiljɔ̃] (okzitanisch: Sent Milion) ist eine südwestfranzösische Stadt mit 1689 Einwohnern (Stand 1. Januar 2022) im Département Gironde in der Region Nouvelle-Aquitaine. Der Ort und das umliegende Weinbaugebiet (Saint-Émilion (AOC)) wurden im Jahr 1999 von der UNESCO zum Weltkulturerbe erklärt.

## Lage
Saint-Émilion liegt am oberen Ende eines steiler werdenden Talkessels über den Niederungen des Unterlaufs der Dordogne in einer Höhe von etwa 65 Metern ü. d. M. Bordeaux liegt etwa 40 Kilometer (Fahrtstrecke) westlich, Libourne nur knapp zehn Kilometer nordwestlich.
Auf dem Nullmeridian von Greenwich hat man vom Nordpol auf dem Weg zum Äquator in Saint-Émilion exakt den halben Weg zurückgelegt.

## Geschichte
Funde aus prähistorischer Zeit belegen die lange Anwesenheit des Menschen in dieser Region. Die Römer brachten den Weinbau mit. Im 8. Jahrhundert beschloss Aemilianus, ein gebürtiger Bretone und Mönch im Priorat von Saujon, sich im Wald von Combes unter einem Felsüberhang (abri), der sowohl Schutz vor Wetterunbillen als auch vor Wildtieren bot, niederzulassen. Bei den Dorfbewohnern der Umgebung galt er als wundersam und wundertätig und so scharten sich bald einige Anhänger um ihn, die ihn nach seinem Tod unter dem Felsen bestatteten. Die Menschen pilgerten auch weiterhin zu seinem Grab und so ging sein Name allmählich auf den Platz über, an welchem sich eine klösterliche Gemeinschaft entwickelte, die jedoch bei einem Normannenangriff im 9. Jahrhundert ein Ende fand. Im 12. Jahrhundert gründeten Benediktiner- und Augustinermönche kleine Klöster, um die herum sich der an einer Nebenstrecke des Jakobswegs gelegene Ort weiterentwickelte. Während des Hundertjährigen Krieges (1337–1453) blieb der Ort unversehrt, doch die religiös motivierten Auseinandersetzungen während der Hugenottenkriege (1562–1598) richteten große Schäden an.

## Bevölkerungsentwicklung
| Jahr      | 1962 | 1968 | 1975 | 1982 | 1990 | 1999 | 2006 | 2017 |
| Einwohner | 3471 | 3403 | 3323 | 3010 | 2799 | 2345 | 2124 | 1874 |

Im 19. Jahrhundert hatte Saint-Émilion beständig um die 3000 Einwohner. Auch während der Reblauskrise im Weinbau und trotz der Mechanisierung der Landwirtschaft stieg die Einwohnerzahl in der ersten Hälfte des 20. Jahrhunderts noch leicht an, um erst in den letzten Jahrzehnten merklich abzusinken.

## Wirtschaft und Infrastruktur
Früher lebten die Bewohner als Selbstversorger von der Landwirtschaft, d. h. die seit der Antike hier existierenden Rebflächen waren durchsetzt von Feldern. Daneben wurden in unterirdischen Stollen Steine gebrochen, die zum Bau von Häusern bis nach Libourne oder Bordeaux exportiert wurden. Das Weinbaugebiet um Saint-Émilion gehört heute zu den bekanntesten und bedeutendsten im Südwesten Frankreichs. Auch der Kultur- und Weintourismus spielen seit den 1970er Jahren eine zunehmend wichtige Rolle für die Einnahmen des Ortes.
Saint-Émilion hat einen Bahnhof an der Bahnstrecke Libourne–Buisson und wird im Regionalverkehr mit TER-Zügen zwischen Bordeaux-Saint-Jean und Bergerac bedient.

## Sehenswürdigkeiten

Felsenkirche mit Glockenturm

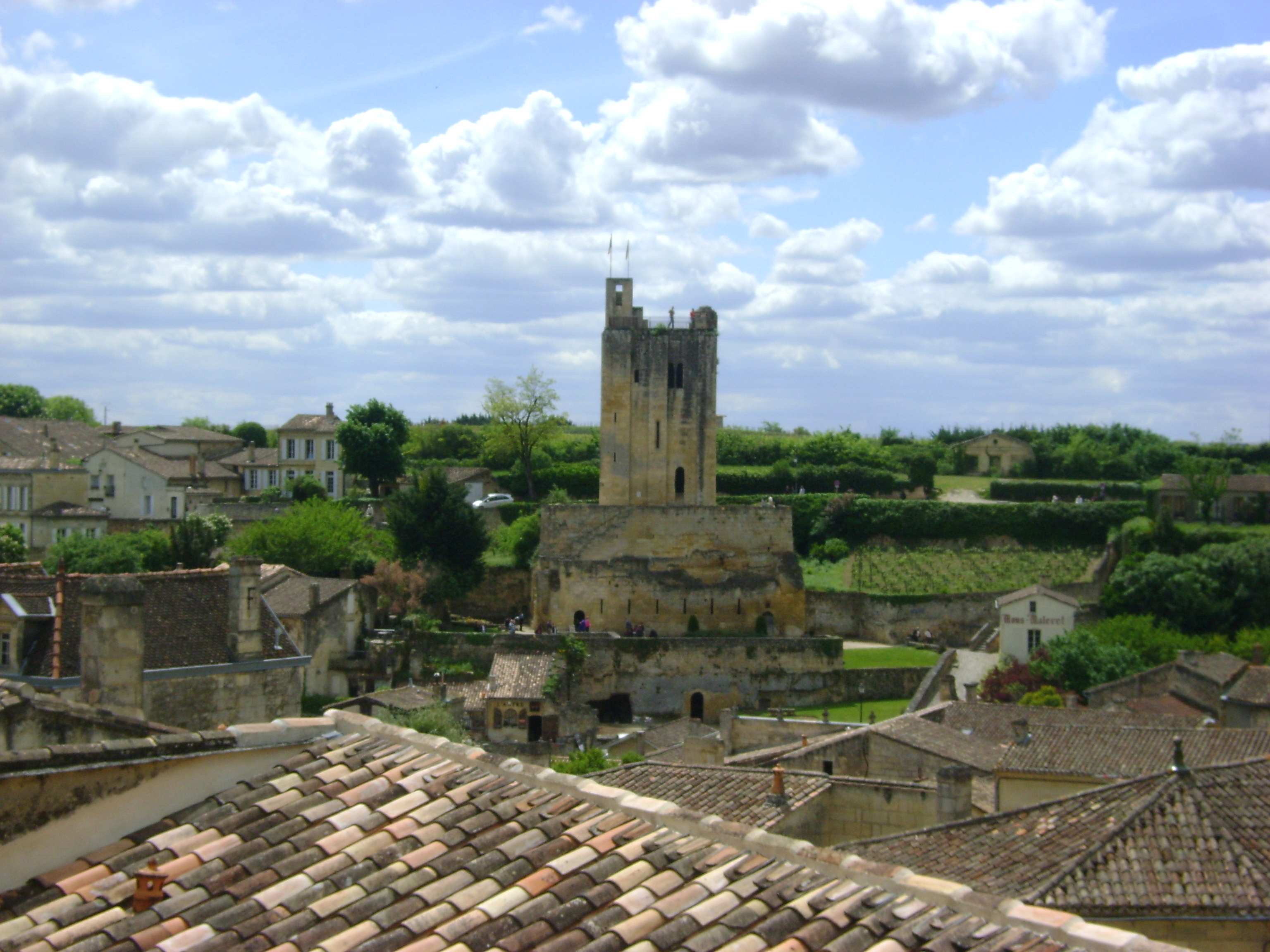
Donjon des Château du Roi

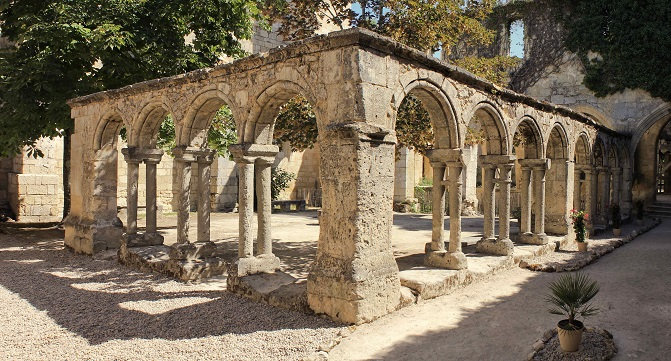
Kreuzgang des Franziskanerklosters

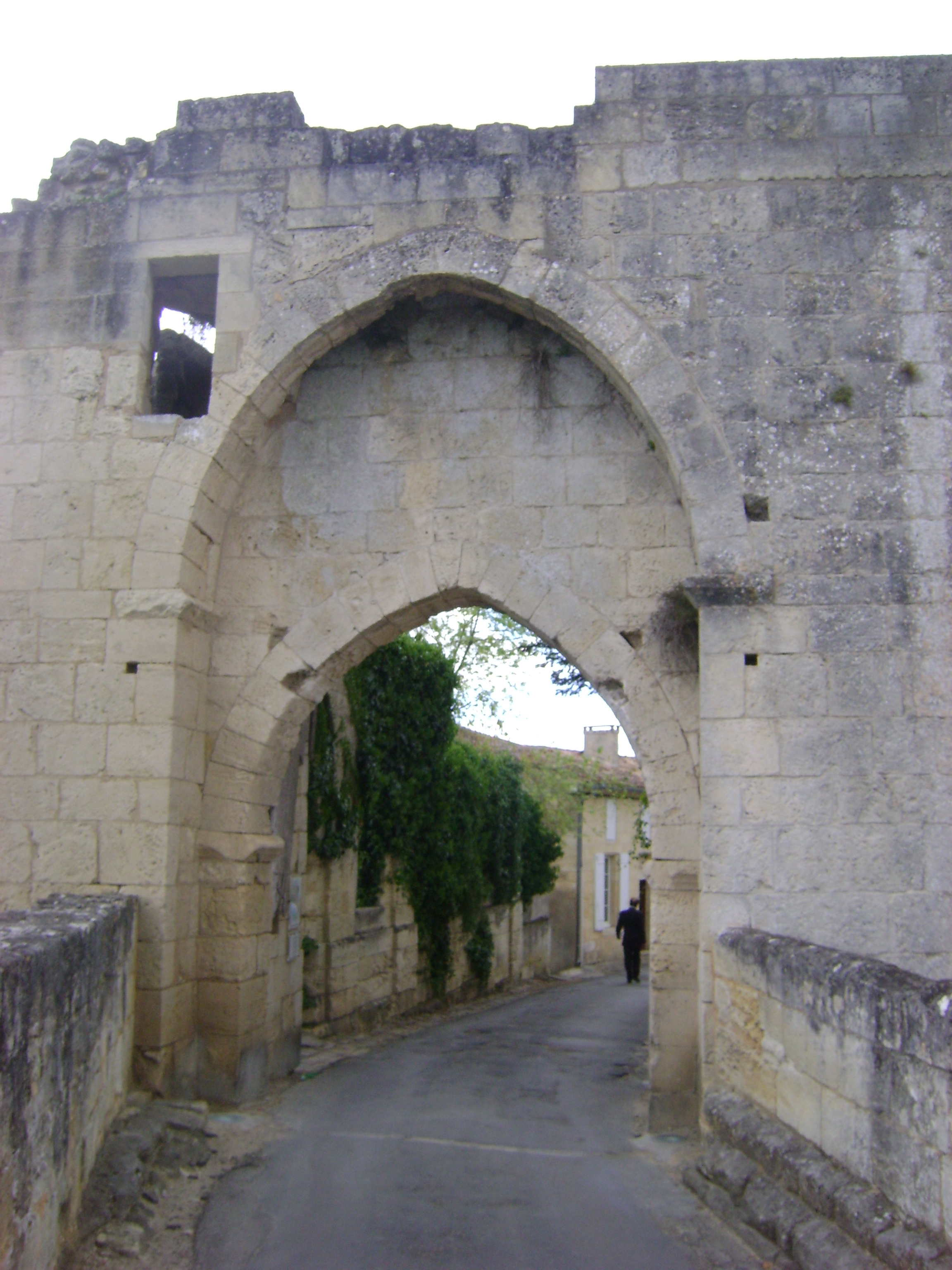
Stadttor

Siehe auch: Liste der Monuments historiques in Saint-Émilion
- Mitten im Ort erhebt sich der gotische Glockenturm direkt über der 38 Meter langen und elf Meter hohen Felsenkirche, deren Innenraum ganz aus dem Kalksteinfelsen herausgehauen wurde. In einem Nebenraum ist eine Gruft zu sehen, in der die Gebeine der Toten bestattet wurden; ein Loch in der Felsdecke soll den Seelen das Entweichen ermöglicht haben. In einer weiteren Felshöhle nebenan wird die Grotte des Einsiedlers Emilion gezeigt. Die Felsenkirche ist seit dem Jahre 1886 als Monument historique anerkannt; der Turm folgte im Jahr 1907.[2]
- In unmittelbarer Nachbarschaft steht die gotische Dreifaltigkeitskapelle (Chapelle de la Trinité) aus dem 13. Jahrhundert, die im Jahre 1889 als Monument historique eingestuft wurde.[3]
- Die Magdalenenkapelle (Chapelle de la Madeleine) aus dem 13. Jahrhundert war Teil eines größeren Bautenkomplexes mitsamt Friedhof. Sie ist seit 1965 als Monument historique eingestuft.[4]
- Aus dem 12. Jahrhundert stammen die Apsis und der – im 16. Jahrhundert umgearbeitete – Vierungsturm der Kirche Saint-Martin de Mazerat, die seit 1925 als Monument historique anerkannt ist.[5]
- Etwas außerhalb des Ortes steht die kuppelgedeckte Kollegiatkirche (Eglise collégiale) des seit 1110 in Saint-Émilion ansässigen Augustinerordens, die – zusammen mit dem angrenzenden Kreuzgang – bereits im Jahre 1840 als Monument historique eingestuft wurde.[6]
- Auch die unmittelbar benachbarte gotische Kapelle des Chorherrenkapitels (Ancienne chapelle du Chapître) aus dem 13. und 15. Jahrhundert ist seit 1964 als Monument historique anerkannt.[7]
- Die dazugehörigen Klausurgebäude (Refektorium, Kapitelsaal etc.) wurden im Jahr 1964 gesondert unter Schutz gestellt.[8]
- Der imposante Wehrturm (donjon) der mittelalterlichen Burg (Château du Roi) ist seit 1886 als Monument historique anerkannt.[9]
- Auch Teile der aus dem 12. und 13. Jahrhundert stammenden mittelalterlichen Stadtmauern (remparts) von Saint-Émilion wurden im Jahr 1886 als Monument historique anerkannt.[10] Dazu gehört auch ein im Jahr 1920 unter Schutz gestelltes Stadttor (Porte de la Cadène).[11]
- Der kleine Kreuzgang des Franziskanerklosters (Couvent des Cordeliers) aus dem 13. Jahrhundert ist das bedeutendste Überbleibsel der hiesigen Niederlassung des Ordens, von der noch Teile erhalten sind. Diese wurden im Jahr 2005 als Monument historique eingestuft, während der Kreuzgang bereits 1886 unter Schutz gestellt wurde.[12]
- Von dem als ‚Bischofspalast‘ (Palais des Archevêques ou Palais Cardinal) bezeichneten Bau aus dem 12. Jahrhundert stehen nur noch Teile der Außenwände, die seit 1886 als Monument historique anerkannt sind.[13]
- Auch der 1215 gegründete Dominikanerorden war in Saint-Émilion ansässig; das Kloster stand jedoch etwas außerhalb des Ortes. Von der Klosterkirche ist eine Seitenwand erhalten, deren einziger Schmuck die hohen Blendbögen sind. Die heute malerisch inmitten von Weinfeldern stehende Kirchenruine ist seit 1957 als Monument historique anerkannt.[14]
- Mehrere mittelalterliche oder frühneuzeitliche Wohnhäuser sind ebenfalls als Monuments historiques eingestuft.[15][16][17]
- der theoretische Nullpunkt (y=0, x=0) der Schweizer Landeskoordinaten CH1903
- Auch eine Markthalle (halle) sowie mehrere Waschhäuser (lavoirs) gehören zu den Sehenswürdigkeiten der Kleinstadt.

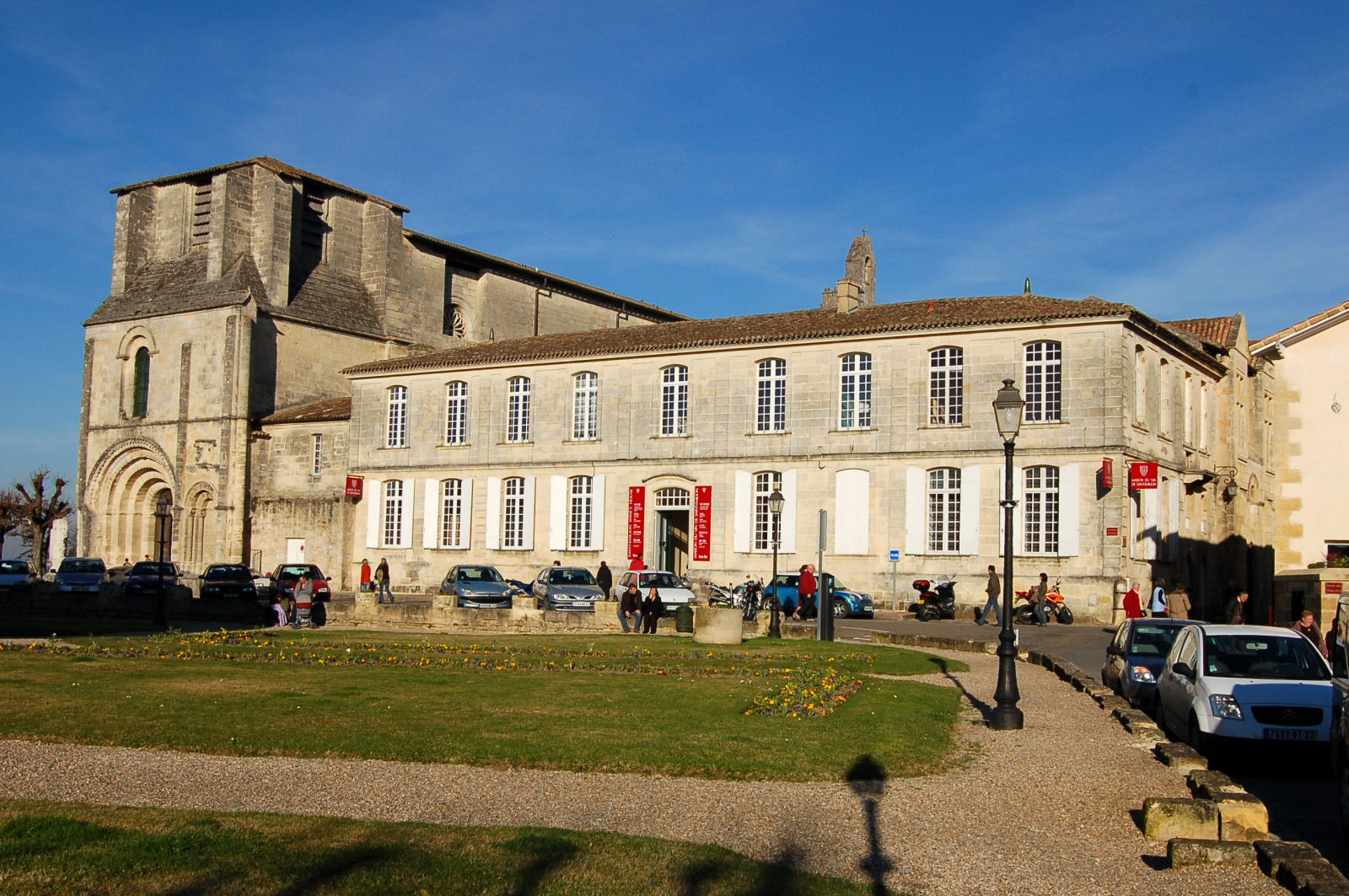
Haus des Weines, links die Augustinerkirche
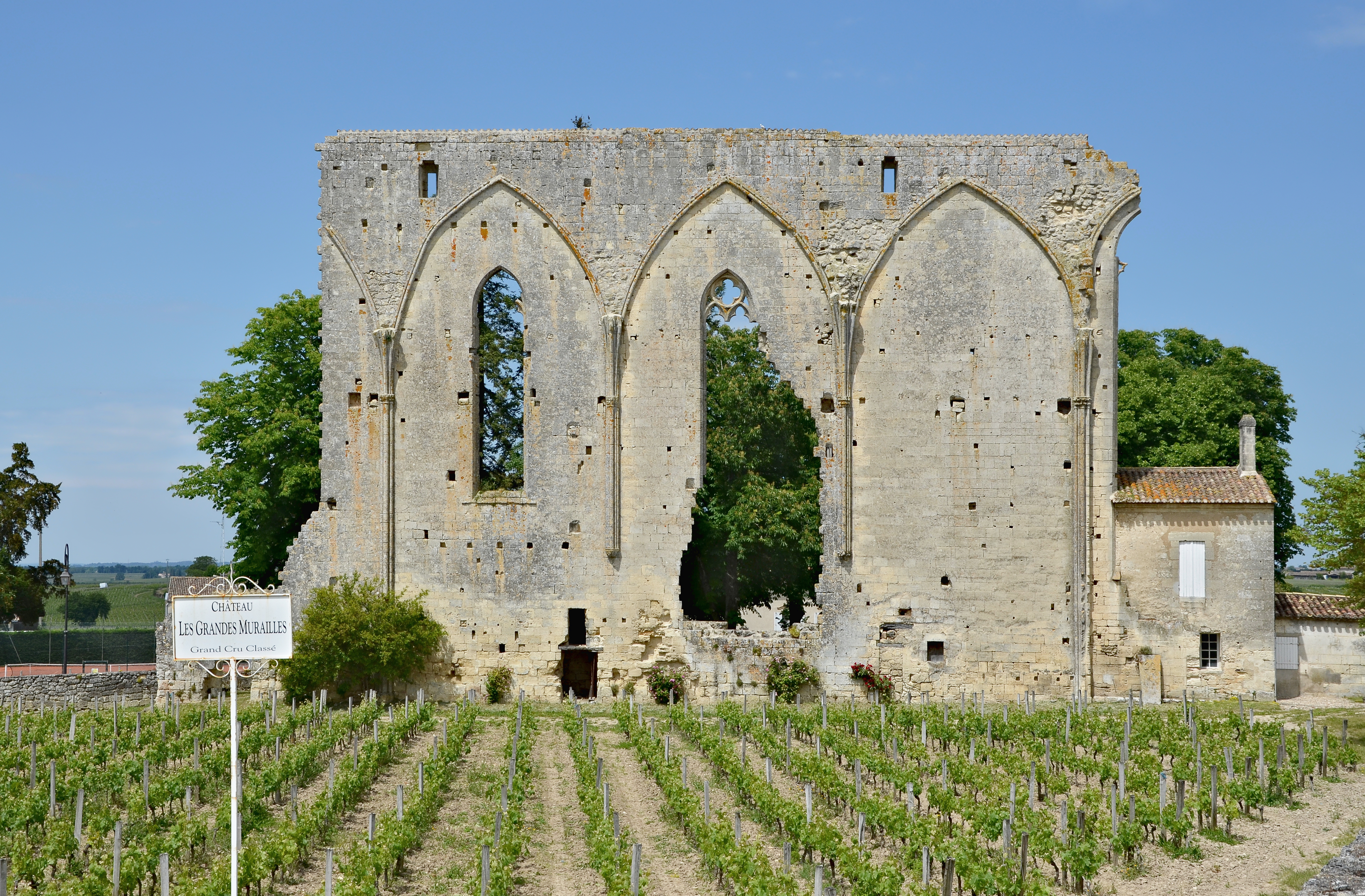
Ruine der Dominikanerkirche
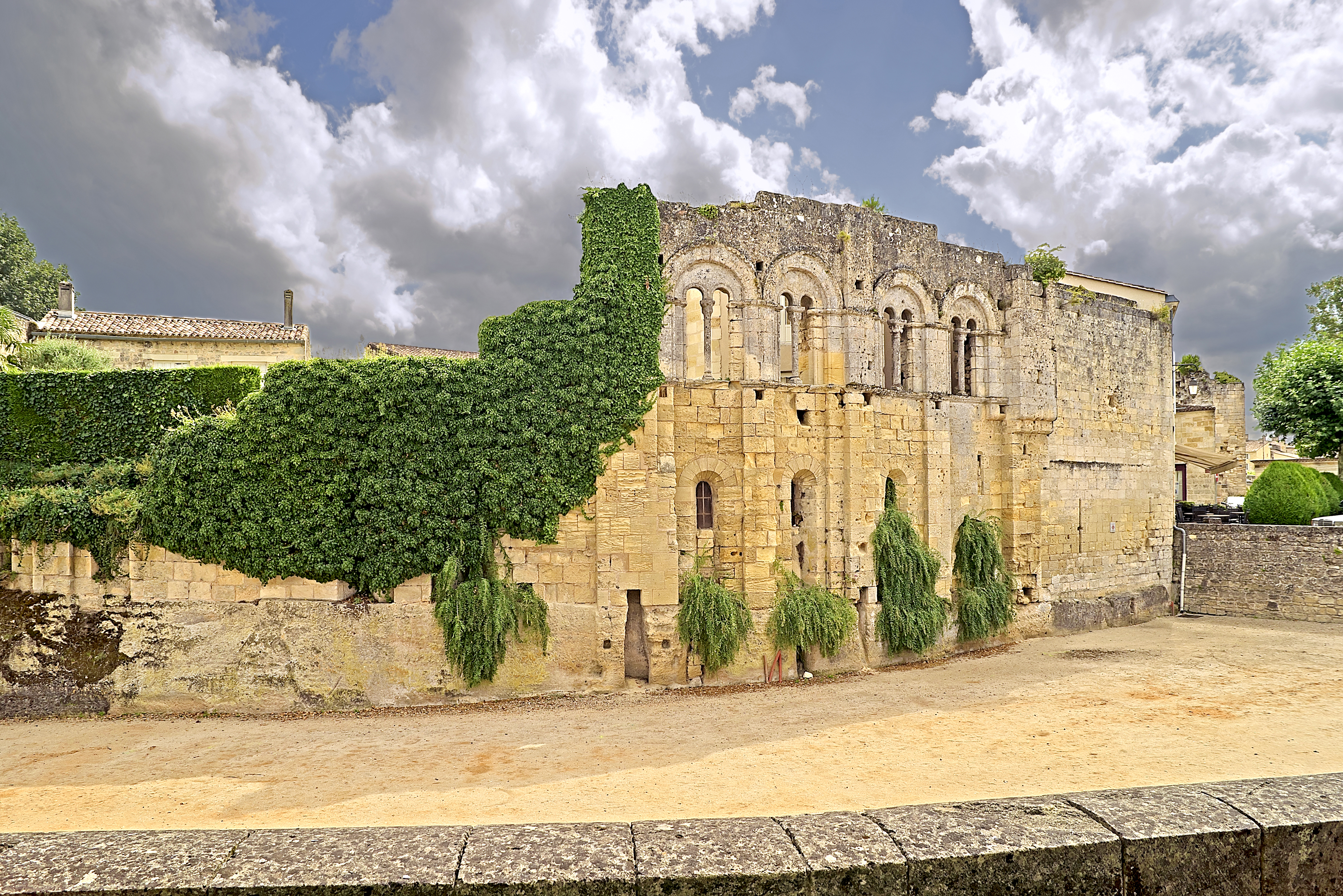
Ruine des Bischofspalasts
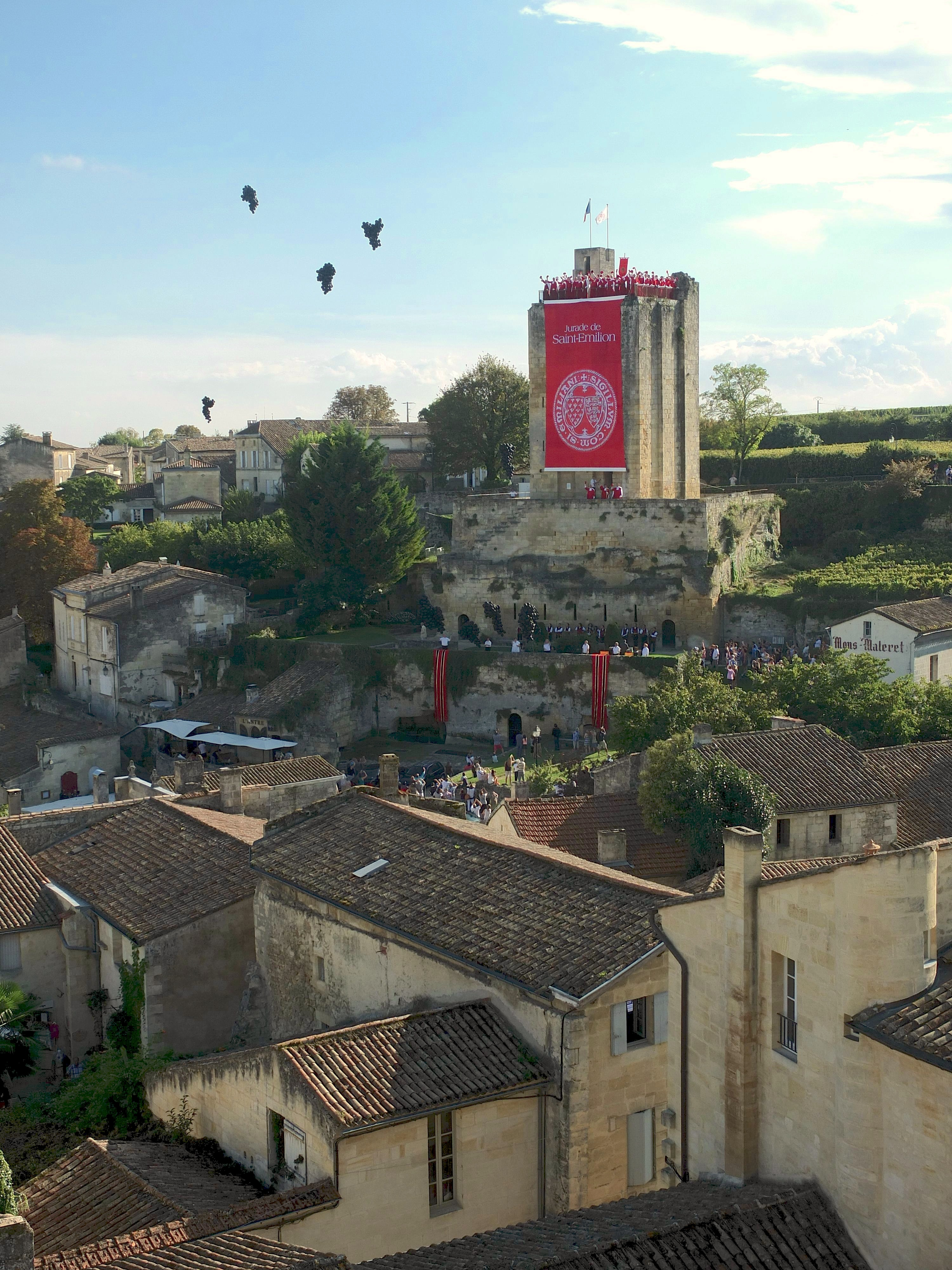
La jurade de Saint-Émilion (2014)

## Persönlichkeiten
- Marguerite Élie Guadet (1758–1794), Revolutionsführer, wurde in Saint-Émilion geboren und starb in Bordeaux unter der Guillotine.